# ウィリアム・デビッド・ライト
ウィリアム・デビッド・ライト（英: William David Wright、1906年7月6日 - 1997年6月4日）はイギリスの物理学者である。生涯を通じて色覚の研究を専門とし、測色学の分野では世界的に有名な人物である。国際色彩学会（AIC）の初代会長を務めた。また、イギリスの色彩学会であるザ・カラー・グループ（英: the Colour Group）の会長も務めた。生涯に通じて5冊の著書を出版した。

## 著名な業績
1920年代後半、ライトは10人の被験者を対象に、赤、緑、青の光をどのような分量で加法混色すれば単色光のスペクトル色と一致するか測定する実験を行った。等色実験と呼ばれる実験である。ライトの研究結果は、イギリス国立物理学研究所のジョン・ギルドが7人の被験者で実施した同様の研究結果と合わせて、1931年に国際照明委員会（CIE）が定めたRGB表色系およびXYZ表色系の基礎データとなった。現在、CIE1931XYZ表色系は測色やカラーマネジメントの標準として世界的に広く使用されている。

## 生涯
ロンドン大学インペリアル・カレッジで1928年に理学士号、1930年に博士号を取得した。
1932年にドロシー・ハドソンと結婚した。
ライトのキャリアのほぼすべてはインペリアル・カレッジの物理学科での研究であり、教授として学生を指導した。1929年から1930年の短い期間は例外で、アメリカのペンシルベニア州ピッツバーグのウェスティングハウス・エレクトリック & マニュファクチャリング・カンパニーにおいて、研究エンジニアとしてカラーテレビの仕事に携わった。これは白黒テレビすら実用化される前の時代だが、すでにカラーテレビの研究は始まっていた。現在のカラーテレビは、赤、緑、青の光の混色によって色を再現するが、その基礎にはライトの研究もあった。
インペリアル・カレッジでの研究は色覚の広範に渡り、1946年に出版された著書『正常色覚と色覚異常の研究』（Researches on Normal and Defective Colour Vision）にまとめられた。
ライトは、青と黄が混同される非常に稀なタイプの色覚異常（3型2色覚、tritanopia）の検査表を雑誌『ピクチャー・ポスト』に掲載した。この色覚異常を持つ17人の人々を実験室に招くことに成功し、7人に等色実験と呼ばれる実験を行い、1952年には彼らの色覚の特徴（混同色点）を初めて正確に報告した。
また、色彩学の研究者が定期的に会合を持つ必要があると考えたライトは、1940年に物理学会での色彩部門の結成に大きく貢献した。この色彩部門はその後独立した組織となり、ザ・カラー・グループという現在のイギリスの色彩学会となった。
彼は1941年から1943年にザ・カラー・グループの会長を務め、そして1973年から1975年の間でも再び会長を務めた。1948年から1950年までは物理学会の副会長、1953年から1966年までは国際光学委員会の事務局長、1956年から1959年までは物理学会光学グループの議長を務めた。また、1967年から1969年までは国際色彩学会（AIC）の初代会長を務めた。
1951 年には物理学会で「トマス・ヤング講演」を行った。
1971年にイギリスのシティ大学から、1991年にカナダのウォータールー大学から名誉理学博士号を授与された。

## 死去
妻のドロシー・ハドソンは1990年に亡くなった。ライトは1997年に亡くなった。彼らには二人の息子がいたが、そのうちの一人は彼より先に亡くなった。

## 受賞歴
- 1959年、アメリカ光学会（OSA）フェロー
- 1963年、ザ・カラー・グループからニュートン・メダルを受賞。
- 1975年、アメリカ光学会（OSA）よりC.E.K. ミースメダル（C.E.K. Mees Medal）を受賞。
- 1977年、国際色彩学会（AIC）からジャッド賞を受賞[6]。
- アメリカのインター・ソサエティ・カラー・カウンシル（Inter-Society Color Council）からゴッドラブ賞を受賞。

## 著書
- Researches on Normal and Defective Colour Vision
- The measurement of colour
- Rays are Not Coloured
- Photometry and the Eye